# Vanessa Palacios
Vanessa Palacios (ur. 3 lipca 1984 w Limie) – peruwiańska siatkarka, grająca jako libero. 
Od 2010 roku jej mężem jest hiszpański siatkarz Ibán Pérez. W 2014 roku przyszedł na świat ich syn Isac.